# Borodino (Moskau)
Borodino (russisch Бородино́) ist ein Dorf in Russland mit ca. 60 Einwohnern, das 1601 erstmals urkundlich erwähnt wurde. Es liegt etwa 100 km westlich von Moskau und 12 km westlich der Stadt Moschaisk am rechten Ufer der Moskwa. Verwaltungsmäßig gehört es zum Rajon Moschaisk in der Oblast Moskau.

## Geschichte
Hier ereignete sich am 7. September 1812 zwischen der französischen Armee von Napoleon I. und der russischen unter General Kutusow die Schlacht von Borodino. Im Oktober 1941 fand hier während des Zweiten Weltkriegs die Schlacht um Moskau statt. Heute gilt der Ort als das Militärhistorische Museumsreservat Borodino, am ehemaligen Schlachtfeld steht seit 1839 ein Monument zur Erinnerung an die Schlacht von 1812. Das Erlöserkloster von Borodino (Спасо-Бородинский монастырь) wurde 1817 im Ort gegründet, es dient seit 1992 wieder als Nonnenkloster.

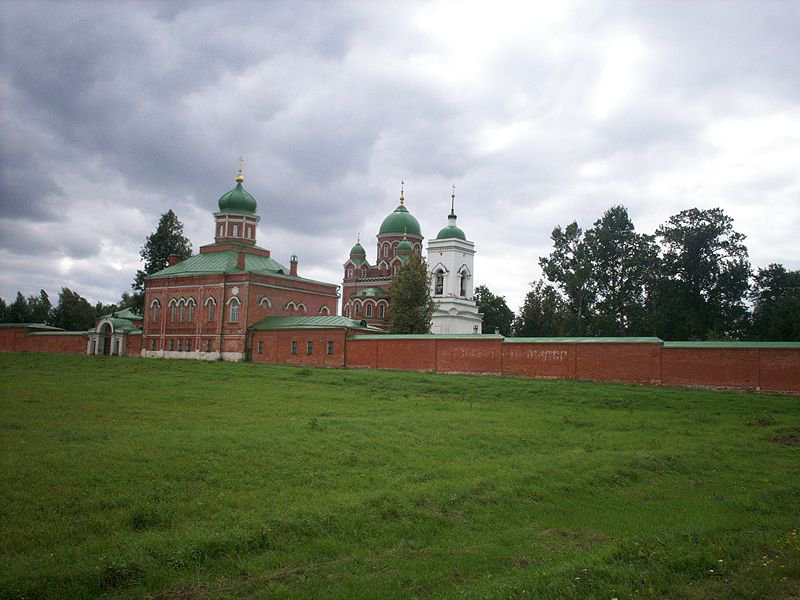
Erlöserkloster
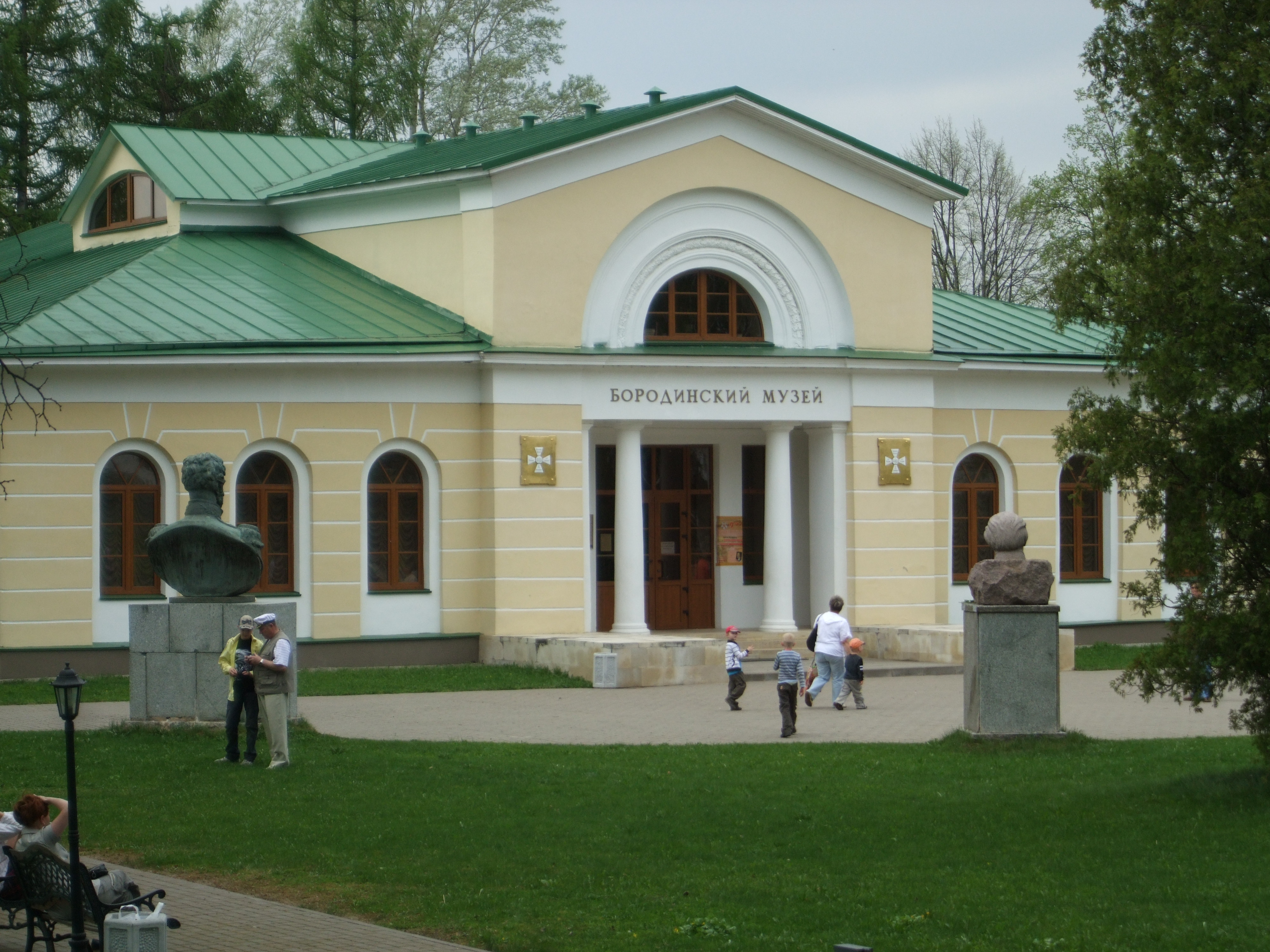
Museum der Schlacht von Borodino